# Сокољани
Сокољани (слч. Sokoľany) насељено је мјесто са административним статусом сеоске општине (слч. obec) у округу Кошице-околина, у Кошичком крају, Словачка Република.

## Становништво
| Година:    | 1994. | 2004.    | 2014.    | 2024.   |
| ---------- | ----- | -------- | -------- | ------- |
| Број људи: | 1009  | 1118     | 1309     | 1358    |
| Разлика:   |       | +10,80 % | +17,08 % | +3,74 % |

| Година:    | 2023. | 2024.   |
| ---------- | ----- | ------- |
| Број људи: | 1357  | 1358    |
| Разлика:   |       | +0,07 % |

Према подацима о броју становника из 2011. године насеље је имало 1.279 становника.